# Philodromus cayanus
Philodromus cayanus är en spindelart som beskrevs av Władysław Taczanowski 1872. Philodromus cayanus ingår i släktet Philodromus och familjen snabblöparspindlar.
Artens utbredningsområde är Franska Guyana. Inga underarter finns listade i Catalogue of Life.